# Francesco Maria Amoruso
Francesco Maria Amoruso (Bisceglie, 1º agosto 1956) è un politico italiano.

## Biografia
Nato a Bisceglie, città dove tuttora risiede, da un'importante famiglia d’imprenditori, è padre di due ragazzi: Aurora, 18 anni, e Cesare, 17 anni. Ha conseguito la laurea in scienze politiche presso l'Università degli Studi di Bari con votazione 110 e lode discutendo una tesi in Storia moderna dal titolo "La setta carbonara in terra di Bari nei moti del 1820-21" con il professor Tommaso Pedio.
Attualmente è amministratore unico di una società di servizi per l'esportazione verso i Paesi europei ed extraeuropei. Ha ricoperto l'incarico di consigliere d'amministrazione e di amministratore in diverse società, tra cui la FinPuglia S.p.A. Formatosi nell'associazionismo cattolico e scout, è tuttora attivamente impegnato nel volontariato.
Al fianco di Giuseppe Tatarella, suo maestro politico, ha contribuito al processo di modernizzazione della destra, impegnandosi nel rilancio di importanti strumenti informativi come il quotidiano "Roma" e l'emittente televisiva "TeleBari".
È stato eletto al Parlamento italiano nel 1994 come deputato del Collegio Bisceglie - Molfetta.
Iscritto al gruppo parlamentare di Alleanza Nazionale, nella XII legislatura ha fatto parte della Ill Commissione Affari Esteri e della Giunta delle elezioni. Ha ricoperto la carica di Presidente del Comitato permanente degli italiani all'estero.
Riconfermato parlamentare nella XIII legislatura nel maggio 1996, sempre nel Collegio Bisceglie - Molfetta, ha fatto parte della Ill Commissione Affari Esteri. È stato membro della Delegazione parlamentare italiana presso il Consiglio d'Europa e l'Assemblea dell'Unione Europea Occidentale.
Nuovamente eletto deputato di Bisceglie - Molfetta nel 2001 per la XIV legislatura, ricopre attualmente l'incarico di Presidente della Commissione parlamentare di controllo sugli enti gestori di forme obbligatorie di previdenza e assistenza sociale. È membro della Ill Commissione Affari Esteri e del Comitato parlamentare di controllo sull'attuazione degli accordi di Schengen, di vigilanza sull'attività di Europol, di controllo e vigilanza in materia di immigrazione.
Nel corso della sua attività parlamentare sono state numerose e importanti le iniziative intraprese al fine di stimolare una maggiore attenzione dei Governi per i problemi del Mezzogiorno e della gente del suo territorio.
Nel 2011 è coinvolto nel cosiddetto scandalo "Affittopoli": risulta intestatario di un contratto di affitto dell'Enasarco, ottenuto mentre era presidente della commissione di controllo sugli enti gestori di forme obbligatorie di previdenza e assistenza sociale (fra cui l'Enasarco) in evidente conflitto di interessi.
Il 16 novembre 2013, con la sospensione delle attività del Popolo della Libertà, aderisce a Forza Italia   diventandone da prima Coordinatore regionale in Puglia e poi Responsabile nazionale politiche per il Sud.
Da prima vicino alla destra del partito di Raffaele Fitto venendo sostituito quindi da Luigi Vitali quale coordinatore pugliese del partito, il 21 settembre 2015 lascia Forza Italia per aderire ad Alleanza Liberalpopolare-Autonomie guidato da Denis Verdini, leader della sinistra forzista, che sostiene la maggioranza e le riforme di Matteo Renzi. Il 23 settembre, il Vicepresidente del Senato Maurizio Gasparri (FI) ha dichiarato pubblicamente in Aula su Amoruso: «Vorrei che restasse agli atti degli Senato e mi assumo la responsabilità di quello che dico – ha affermato Gasparri – che il suo passaggio, come quello di altri, non è dovuto a sofferenze culturali; ad Amoruso del patto del Nazareno, a cui ha dedicato una nobile dichiarazione, non gliene è mai fregato niente». Le parole hanno scatenato la dura reazione del Capogruppo di Ala in Senato, Lucio Barani che ha preannunciato una mozione di sfiducia contro Gasparri per farlo dimettere da vicepresidente.
Dopo 24 anni trascorsi ininterrottamente in Parlamento, non si ricandida più alle elezioni politiche del 2018.
Il 5 aprile 2019 con il suo Movimento Politico Mediterraneo, fondato insieme a Pinuccio Tatarella nel 1997, aderisce a Fratelli d'Italia, partito guidato da Giorgia Meloni che si è federato con Direzione Italia di Raffaele Fitto in vista delle elezioni europee del 26 maggio; rifiuta però la candidatura come europarlamentare «a causa dei molteplici impegni a cui devo ottemperare come presidente onorario dell'Assemblea Parlamentare del Mediterraneo».

## Incarichi Parlamentari
Camera dei deputati XII Legislatura:
Camera dei deputati XIII Legislatura: Componente della III Commissione permanente Esteri; Componente supplente della Delegazione parlamentare italiana all'Assemblea della Unione Europea Occidentale; Componente supplente della Delegazione parlamentare italiana all'Assemblea del Consiglio d'Europa.
Camera dei deputati XIV Legislatura: Presidente della Commissione Parlamentare per il Controllo sull'Attività degli Enti Gestori di forme obbligatorie di previdenza e assistenza sociale; Componente della III Commissione (Affari Esteri e Comunitari); Componente del Comitato Parlamentare di Controllo sull'attuazione ed il funzionamento della Convenzione di applicazione dell'accordo di Schengen e di Vigilanza sull'attività dell'Unità nazionale Europol; Componente della Delegazione Parlamentare presso l'Assemblea parlamentare della NATO
Camera dei deputati XV Legislatura: Vicepresidente della XI Commissione (Lavoro Pubblico e Privato)
Senato della Repubblica XVI Legislatura: Segretario 3ª Commissione permanente (Affari esteri, emigrazione); Componente Commissione parlamentare per il controllo sull'attività degli enti gestori di forme obbligatorie di previdenza e assistenza sociale.